# Corythornis cristatus thomensis
El martín pescador de Santo Tomé (Corythornis cristatus thomensis) es un ave de la familia Alcedinidae. Es endémica de Santo Tomé, una isla frente a la costa occidental de África en el Golfo de Guinea, siendo descrita por primera vez por el ornitólogo italiano Tommaso Salvadori en 1902 con el nombre binomial Corythornis thomensis. Un estudio filogenético molecular publicado en 2008 demostró que esta ave es una subespecie del martín pescador malaquita.
Su hábitat incluye bosques, humedales interiores, áreas intermareales marinas, áreas costeras marinas y áreas urbanas.